# Адорно, Джоржо
Джоржо Адорно (итал. Giorgio Adorno; 1350, Генуя — 1430) — генуэзский политик и государственный деятель, избранный в 1413 году дожем Республики. Его отец был Адорнино Адорно, мать — Николозия делла Рокка. Его брат Антониотто четыре раза избирался дожем Республики.

## Биография
Джоржо родился в 1350 году, но о его молодости известно довольно мало, за исключением того, что он женился на Пиетрине Монтальдо, дочери дожа Леонардо Монтальдо. От неё у него было девять детей, включая будущего дожа Раффаэле Адорно.

## Правление
В 1396 году, республика Генуя была присоединена к Французскому королевству, но вернула свою независимость 21 марта 1413 года. Кратковременное правительство восьми ректоров быстро ушло в отставку, и Джоржо был избран дожем менее чем через неделю.
В области международных отношений Джоржо удалось вернуть некоторые земли, которые были утрачены во время французского управления. В частности, Республика выкупила ряд замков и деревень у маркизов Монферрат и Флорентийской республики и вернула контроль над нижним Пьемонтом и Ривьерой.
Важным шагом в его усилиях стабилизировать положение дел в Республике было обнародование новой конституции. Основными отличительными особенностями нового режима было усиление влияния дожа в системе управления, и официальная приверженность фракции гибеллинов. Новому дожу на момент избрания должно было быть не менее 50 лет, и он должен был быть популярным среди жителей города человеком. В случае вакансии на месте дожа, верховная власть в Республике передавалась совету Двенадцати Старейшин.

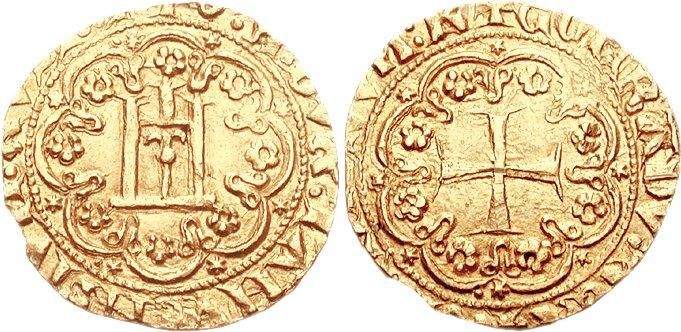
Монета джиновино чеканилась во время управления Джоржо Адорно.

## Гражданская война
Благородные семьи увязли в серии конфликтов в течение нескольких десятилетий. Укрепление позиций дожа Адорно, учитывая успехи по возвращению древних областей республики в Пьемонте и на крайнем востоке Лигурии, вызвало сопротивление исторических противников рода Адорно - семьи Гуарко, которая к тому времени играла главную роль в политической жизни Генуи. Кризис пришел к своей кульминации, когда Иснардо Гуарко организовал мятеж на только что отвоеванных территориях неподалеку от Тосканы. Но восстание было быстро подавлено. В декабре 1414 года Баттиста Монтальдо возглавил сильную фракцию гвельфов, составленную из семей Спинола, Вивальди, Грилли, Негрони, Да Маре и Империали, против семей гибеллинов (Фрегозо, Джустиниани, Промонторио, Сопрани), которые поддерживали правление Адорно. Развернулись уличные бои и убийства, несмотря на призывы к миру архиепископа. В конце концов, в начале 1415 года было достигнуто соглашение о перемирии. Однако, чтобы не быть изгнанным, дож запросил помощи у герцога Миланского, который прислал 300 солдат. В отместку партия гвельфов запросила помощи у маркизов Монферрат.
Столкнувшись с полным развалом порядка в городе, Барнаба ди Гоано, Джакомо Джустиниани и Антонио Дориа собрались в соборе святого Лаврентия и призвали к окончанию конфликта. В конце концов, им удалось убедить Джоржо уйти в отставку с позиции дожа. Управление Республикой было передано правительству двух приоров, Томмазо ди Кампофрегозо и Джакопо Джустиниани. Будучи изгнанным, Джоржо получил позицию губернатора Каффы и ежегодную стипендию в 300 дукатов.